# NGC 4273
NGC 4273 је спирална галаксија у сазвежђу Девица која се налази на NGC листи објеката дубоког неба.
Деклинација објекта је + 5° 20' 37" а ректасцензија 12h 19m 56,0s. Привидна величина (магнитуда) објекта NGC 4273 износи 11,7 а фотографска магнитуда 12,4. Налази се на удаљености од 35,450 милиона парсека од Сунца. NGC 4273 је још познат и под ознакама UGC 7380, MCG 1-32-8, CGCG 42-28, VCC 382, IRAS 12173+0537, PGC 39738.